# 新潟県道382号寺尾停車場線
新潟県道382号寺尾停車場線（にいがたけんどう382ごう てらおていしゃじょうせん）は、新潟県新潟市西区内の一般県道である。

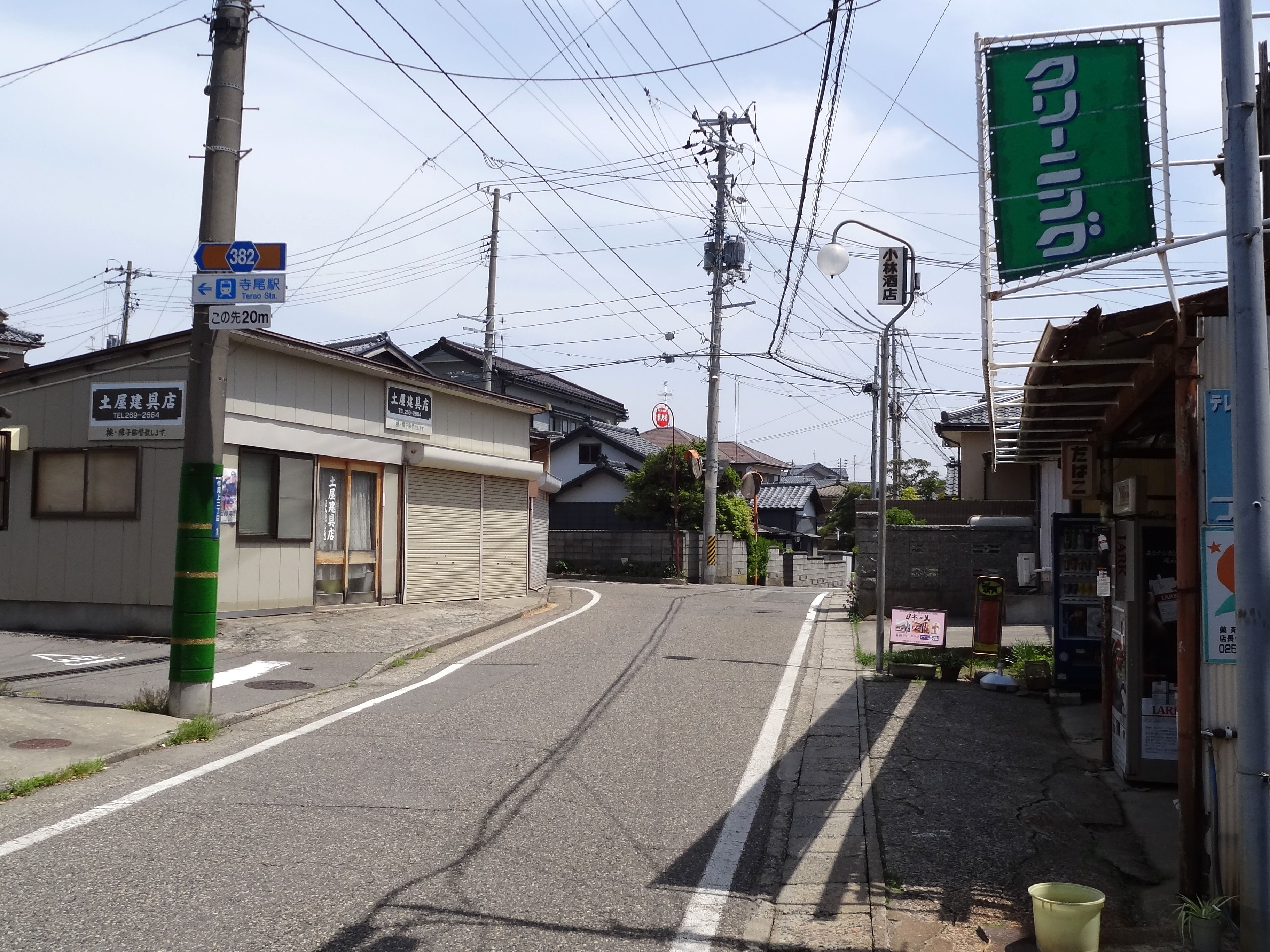
新潟市西区寺尾上付近

## 概要
JR越後線・寺尾駅南口の駅前通り。寺尾駅から西区役所北側までは狭隘な単車線区間。区役所横、県道16号・44号と接続する交差点までの間は国道116号と新潟西バイパス・亀貝ICを結ぶ都市計画道路の区間で、現在北側の市道の区間と合わせて拡幅などの改良工事が行われている。

### 路線データ
- 起点：新潟市西区寺尾（寺尾駅南口）
- 終点：新潟市西区寺尾東二丁目（坂井輪公民館前交差点＝新潟県道16号新潟亀田内野線交点）

## 地理

### 通過する自治体
- 新潟県
新潟市（西区）

### 交差する道路
- 新潟県道44号新潟燕線（寺尾上二丁目）
  - 寺尾上二丁目 - 坂井輪公民館前交差点間、県道44号重複
- 新潟県道16号新潟亀田内野線（坂井輪公民館前交差点）